# 伊藤実祐
伊藤 実祐（いとう みゆ、1992年6月1日 - ）は、日本のモデル、インスタグラマー。
今現在はインスタグラマーとしてモデル業やアンバサダー業を行っている。
ネクスター株式会社の執行役員も務めている。

## 経歴
大阪生まれ。看護専門学校を中退後アルバイトをしながら勉強を続ける。その後リハビリ助手として仕事をしていたが、2015年頃からインスタグラムで活動を開始。
2019年　当時の彼にプロポーズをされるも、2020年のクリスマスに婚約破棄をする。
2020年5月17日　役員を務めるネクスター株式会社からD2Cファッションブランド「Emella」を開始。クリエイティブディレクターに就任をする。
2020年4月　Youtubeチャンネル開設。